# Pidhorodne (Monasterzyska)
Pidhorodne (ukr. Підгородне) – część miasta Monasterzyska na Ukrainie, w obwodzie tarnopolskim, w rejonie czortkowskim, na zachodnim brzegu Koropca.
Do 1946 roku miejscowość nosiła nazwę Folwarki (ukr. Фільварк, Filwarky).
Dawniej wieś leżała wzdłuż zachodniego brzegu stawu monasterzyskiego i była właściwie przedmieściem miasteczka Monasterzyska, od którego dzieliła ją tylko grobla. W 1881 roku wieś zamieszkiwało 887 osób, w tym 603 grekokatolików. Właścicielem tabularnym był Józef Mołodecki. W 1914 roku wieś zamieszkiwało 1878 osób, a jej właścicielem był hrabia Władysław Mołodecki.
W II RP Folwarki stanowiły gminę jednostkową przynależącą do powiatu buczackiego w województwie tarnopolskim; w 1921 roku liczba mieszkańców wynosiła 1590. 1 lipca 1926 roku gminę Folwarki włączono do gminy miejskiej Monasterzyska.
W Folwarkach urodzili się:
- Antoni Żyromski (1897–1940), syn Wincentego i Rozalii z Wagnerów – kapitan artylerii Wojska Polskiego, kawaler Virtuti Militari, ofiara zbrodni katyńskiej zamordowana w Charkowie[7],
- Jan Żyromski (ur. 17 listopada 1897), syn Jakuba i Rozalii z domu Skuła – rolnik, działacz niepodległościowy, 9 października 1933 odznaczony Krzyżem Niepodległości[8].